# Sepedon monacha
Sepedon monacha är en tvåvingeart som beskrevs av Verbeke 1961. Sepedon monacha ingår i släktet Sepedon och familjen kärrflugor.
Artens utbredningsområde är Kongo. Inga underarter finns listade i Catalogue of Life.